# Hygrotus artus
Hygrotus artus là một loài bọ cánh cứng thuộc họ Dytiscidae. Nó là loài đặc hữu của Hoa Kỳ.